# 新安城址
新安城址，位于中国吉林省抚松县松郊乡新安村，为一个省级文物保护单位，类型为古遗址，公布时间为2007年5月31日。该文物保护单位由抚松县文管所管理。
新安城址的历史年代为唐代。